# Leviculus facialis
Leviculus facialis är en stekelart som beskrevs av Henry Keith Townes, Jr. 1969. Leviculus facialis ingår i släktet Leviculus och familjen brokparasitsteklar. Inga underarter finns listade i Catalogue of Life.